# John Aldridge
John William Aldridge (* 18. September 1958 in Liverpool) ist ein ehemaliger englisch-irischer Fußballspieler und -trainer. Er war ein exzellenter Torjäger, der einige Rekorde brach und vor allem für seine sehr erfolgreiche Zeit bei Liverpool in den späten 1980ern berühmt war.

## Karriere
Aldridge spielte zunächst im Amateur-Bereich in Merseyside, bevor er seinen ersten Profivertrag bei Newport County unterschrieb.
1984 wechselte er zu Oxford United, das sich damals in der Third Division (vor der Umbenennung dieser 1982) befand. Er stellte in der Spielzeit 1984/85 einen neuen Vereinsrekord an in einer Saison geschossenen Toren auf, als United in die First Division (ebenfalls vor der Umbenennung dieser 1982) aufstieg. 1986 verpasste Oxford im Finale des Liga-Pokals den Queens Park Rangers im Wembley-Stadion eine 0:3-Niederlage und gewann somit den Ligapokal. Dies ist bis heute Oxfords größter Erfolg.
Aldridge nahm 1987, als er gerade zum Lieblingsverein seiner Jugend, Liverpool, gewechselt war, das Angebot an, für die irische Fußballnationalmannschaft zu spielen. Bei den Nachforschungen bezüglich Aldridge fand der irische Fußballverband heraus, dass auch Ray Houghton, der zur selben Zeit wie Aldridge für Oxford spielte, für Irland spielen konnte.
Liverpools Stammstürmer Ian Rush wollte am Ende der Saison zu Juventus Turin wechseln, die Reds benötigten einen etablierten und erfahrenen Ersatz. Aldridge war Rush ähnlich, vor allem hinsichtlich der Physis. Er unterschrieb einen Vertrag bei Liverpool, blieb jedoch im ersten Jahr mit Liverpool ohne Titel, inklusive eines verlorenen Ligapokal-Finales in Wembley gegen Arsenal, in dem Aldridge nicht mitspielen durfte.
Schon bald verschwanden die Bedenken, dass Aldridge Rush nicht ersetzen könne und an diesem Druck zerbrechen würde. Nach dem Abgang Rushs erzielte Aldridge 26 Tore in einer grandiosen Saison. In jedem der ersten neun Spiele konnte Aldridge einen Treffer erzielen. Liverpool verlor in der Liga lediglich zweimal und war in den ersten 29 Spielen der Saison ungeschlagen. Der Meistertitel 1988 wurde mit einigem Vorsprung gewonnen.
Aldridge schoss beide Tore im Halbfinale des FA Cups gegen Nottingham Forest, unter anderem ein Volleyschuss, der aus einem außergewöhnlichen Spielzug der Mannschaft entstand. Er war ebenfalls ein treffsicherer Elfmeterschütze, aber schoss größtenteils vorhersehbar, was dazu führte, dass die Beziehung zwischen Liverpool und ihm am Ende der Saison gestört war.
Wimbledons Torhüter Dave Beasant hatte durch Beobachtungen herausgefunden, dass Aldridge jeden Elfmeter in die linke Ecke (vom Torwart aus gesehen) schoss. Aldridge hatte während der ganzen Saison seine Strafstöße dorthin geschossen und immer getroffen. Im Finale des FA Cups in Wembley bekam Liverpool in der Mitte der zweiten Halbzeit einen Strafstoß nach einem Foul an Aldridge selbst zugesprochen. Wimbledon führte zu diesem Zeitpunkt mit 1:0.
Aldridge schoss den Elfmeter wie vorhergesehen in Beasants linke Torwartecke und dieser reagierte und hielt den Ball. Dies war das erste Mal, dass ein Tormann in einem FA-Cup-Finale einen Elfmeter halten konnte und umgekehrt Aldridge auch der erste, der einen Elfmeter in einem Finale dieses Wettbewerbs verschoss. Gleichzeitig war es der erste Elfmeter, den Aldridge für Liverpool verschossen hatte. Wenige Minuten darauf wurde er ausgewechselt, Liverpool verlor 1:0.
In diesem Sommer spielte Aldridge die Qualifikation für die Europameisterschaft 1988 in Westdeutschland und konnte mit der Mannschaft das erstmalige Erreichen einer Endrunde Irlands feiern. Irland schlug in der Vorrunde England 1:0 und erzielte gegen die UdSSR ein 1:1-Unentschieden, erreichte nach einer Niederlage gegen Holland aber nicht die nächste Runde.
Aldridge kämpfte darum, auf einem internationalen Niveau Fußball zu spielen. Er war ein ausgezeichneter Mannschaftsspieler und Irlands Nationaltrainer Jack Charlton war mit ihm nie unzufrieden, doch Aldridge benötigte über 20 Länderspiele, bis er endlich sein erstes Tor für die Nationalmannschaft erzielte.
Die folgende Saison wurde für Aldridge schwierig und ereignisreich. Rush konnte sich nicht in Italien einleben („It’s like being in a foreign country“, auf Deutsch „Es ist, als ob man im Ausland wäre“ war ein denkwürdiger Ausspruch des walisischen Stürmers während seiner Zeit bei Juventus) und Liverpool verhandelte darüber, ihn wieder günstig an die Anfield Road zurückzuholen.
Dies führte zu Spekulationen, dass Aldridge bei Liverpool überflüssig werden würde, aber Kenny Dalglish, der Manager der Reds, zerstreute diese Gerüchte, indem er Aldridge und Rush gemeinsam spielen ließ (obwohl es Vorbehalte gab, da beide einander eventuell zu ähnlich waren) und tatsächlich profitierte Aldridge, der in besserer Form war im Gegensatz zu Rush, der Probleme mit der Rückkehr in sein familiäres Umfeld hatte, von dieser Entscheidung.
Im Charity Shield-Spiel in Wembley gegen Wimbledon, das Liverpool 2:1 gewann, erzielte Aldridge zwei Tore und widmete den Gewinn des FA Cups Geistern, die er zum Bleiben bewegen wollte.
Aldridge setzte seine Trefferserie fort, während Rush zunehmend öfter auf der Ersatzbank Platz nehmen musste. Als bei der Hillsborough-Katastrophe 96 Fans ums Leben kamen, war Aldridge als gebürtiger Liverpooler und schon von Kindesbeinen an aktiver Fan des Vereins tief bewegt von dieser Tragödie. Er ging zu jeder Beerdigung, auf der er erscheinen konnte und dachte öffentlich darüber nach, ob er mit dem Fußballspielen aufhören solle.
Schließlich kehrte er zurück und erzielte zwei Tore im neu angesetzten Halbfinale (erneut gegen Nottingham Forest) im Old Trafford beim 3:1-Sieg Liverpools. Aufruhr gab es bezüglich des dritten Tores, ein Eigentor des Forest-Verteidigers Brian Laws. Aldridge wurde dafür kritisiert, dem bestürzten Spieler durch die Haare gefahren zu sein und überrascht aufgelacht zu haben.
Aldridge machte seinen Fehler beim Elfmeter ein Jahr später wieder gut, indem er im Finale des FA Cups gegen den Rivalen aus Merseyside, den FC Everton mit seiner ersten Ballberührung traf. Ironischerweise war es Rush, der den Sieg endgültig besiegelte, als er nach seiner Einwechslung für Aldridge zweimal in der Nachspielzeit für Liverpool traf und ihnen somit einen 3:2-Sieg bescherte.
Das „Double“, bestehend aus Liga-Meisterschaft und Gewinn des FA Cups, das von Liverpool bereits 1986 erreicht wurde, 1988 in Wimbledon aber nicht erneut klappte, war wieder möglich mit einem Entscheidungsspiel gegen den FC Arsenal im Anfield-Stadion. Aldridge spielte in diesem Spiel, das Liverpool den Titel garantieren würde, falls Arsenal nicht mit zwei Toren Vorsprung gewänne. Nachdem es während der regulären Spielzeit 1:0 für Arsenal stand, musste Liverpool einen weiteren Treffer (erzielt von Michael Thomas) hinnehmen und konnte die Meisterschaft nicht gewinnen. Aldridge warf sich bei Ertönen des Schlusspfiffs todtraurig auf den Rasen und reagierte verärgert, als der Arsenal-Verteidiger und Aldridges Mannschaftskollege in der irischen Nationalmannschaft David O’Leary ihm wieder auf die Beine helfen wollte.
In der folgenden Saison war Rush wieder vollständig in der Anfield Road angekommen und Liverpool akzeptierte ein Angebot des spanischen Klubs Real Sociedad San Sebastián für Aldridge. Bevor er England verließ, bekam er bei Liverpools Rekord-Sieg (9:0 gegen Crystal Palace) als Einwechselspieler, die Chance, vor der Kop einen Elfmeter zu verwandeln, was ihm auch gelang. Nach dem Spielende warf er sein Trikot und seine Schuhe in die Menge und unterzeichnete am nächsten Tag bei den Spaniern. Aldridge war der erste nicht-baskische Spieler, der bei Sociedad unter Vertrag stand.
Aldridge war bei Sociedad erfolgreich und spielte eine wichtige Rolle bei Irlands Erreichen des Viertelfinales der Weltmeisterschaft 1990 in Italien. Obwohl er bereits für Irland getroffen hatte, gelang es ihm nicht, während des Turniers Treffer zu erzielen. Irland verlor gegen den Gastgeber in der Runde der letzten Acht.
1991 kehrte er nach Merseyside zurück und unterzeichnete einen Vertrag bei den Tranmere Rovers. Schon in der ersten Spielzeit konnte er den Vereinsrekord der meisten erzielten Tore innerhalb einer Saison mit 40 Toren brechen. Bei der Weltmeisterschaft 1994 in den Vereinigten Staaten konnte er seinen Platz innerhalb der irischen Nationalelf behaupten und wurde in einen der bekannten Skandale des Landes verwickelt.
Als Irland in einem Gruppenspiel gegen Mexiko 2:0 zurücklag, wollte Charlton Aldridge einzuwechseln, der vierte Mann reagierte jedoch nicht. Trainer und Spieler feuerten deswegen Schimpftiraden, die die Fernsehzuschauer hören konnten, auf ihn ab. Beide wurden nach dem Spiel dafür bestraft; Aldridge erzielte, als er endlich eingewechselt worden war, ein Tor und bereitete somit die Möglichkeit, das Spiel noch zu drehen. Irland verlor jedoch 2:1.
1996 wurde Aldridge zum Spieler und Trainer in Personalunion von Tranmere, gab jedoch zwei Jahre darauf das Spielen auf und konzentrierte sich auf das Management. In den 882 Spielen seiner Karriere erzielte er 474 Tore, eine Quote, die nach dem Zweiten Weltkrieg bis heute von keinem Torschützen erreicht wurde.
Obwohl Tranmere einige gute Serien hatte und auch gegen vermeintlich übermächtige Gegner im FA Cup gewinnen konnte (als Beispiel sei das Erreichen des Ligapokalfinales im Jahr 2000 erwähnt, das gegen Leicester City verloren ging), stieg der Verein 2001 bis in die dritte Liga ab, wo Tranmere bis heute zu finden ist. Aldridge trat zurück.
Heute ist er der Fußballexperte bei verschiedenen Mediengesellschaften, sowohl in Merseyside als auch auf nationaler Ebene, und spielt wieder Fußball in Liverpools Ehemaligen-Mannschaft.

## Erfolge
- Englischer Meister: 1988
- FA-Cup-Sieger: 1989
- Englischer Ligapokalsieger: 1986
- Charity-Shield-Gewinner: 1988, 1989
- Walisischer Pokalsieger: 1980